# Konwój HI-72
Konwój HI-72 (jap. ヒ72船団 HI 72 sendan) – japoński konwój morski z czasów II wojny światowej, który wyruszył 6 września 1944 roku z Singapuru, zmierzając do Wysp Japońskich.
Konwój przewoził znaczne ilości surowców niezbędnych dla japońskiego wysiłku wojennego, w tym w szczególności boksyt i ropę naftową. 12 września został zaatakowany na Morzu Południowochińskim przez trzy amerykańskie okręty podwodne, które zatopiły cztery statki i dwa okręty eskorty. Zdziesiątkowany konwój schronił się na wyspie Hajnan, skąd po kilku dniach wznowił rejs. Ataki amerykańskiego lotnictwa i okrętu podwodnego spowodowały jednak zatopienie jednego eskortowca, uszkodzenie kolejnego, a także uszkodzenie czterech statków, z których część musiała pozostać w portach pośrednich. Ostatecznie spośród dziesięciu statków, które wypłynęły z Singapuru, tylko jeden zdołał bez uszkodzeń dopłynąć do Japonii.
Wśród jednostek zatopionych przez amerykańskie okręty podwodne znajdowały się dwa tzw. piekielne statki: „Rakuyō Maru” i „Kachidoki Maru”. Przewoziły one około 2,2 tys. alianckich jeńców wojennych, spośród których blisko 1,5 tys. poniosło śmierć.

## Skład i ładunek

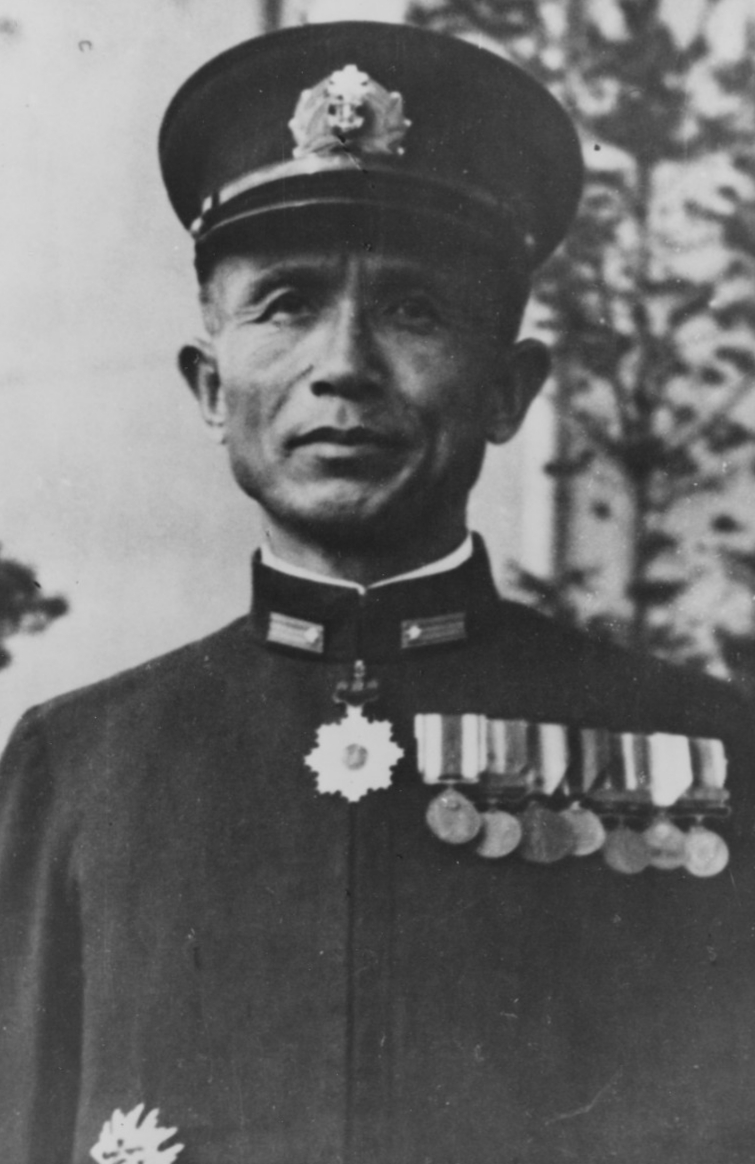
Kontradmirał Sadamichi Kajioka, dowódca eskorty konwoju HI-72

Konwój HI-72 został sformowany w Singapurze. W jego skład wchodziły:
- statki pasażersko-towarowe i towarowe: „Asaka Maru”, „Kachidoki Maru”, „Kimikawa Maru”, „Nankai Maru”, „Rakuyō Maru”;
- tankowce: „Shincho Maru”, „Zuiho Maru”.

Dowódcą konwoju był kpt. Sukehiko Hosoya, który płynął na „Kachidoki Maru”. W ładowniach statków znajdowały się znaczne ilości surowców niezbędnych dla japońskiego wysiłku wojennego. Między innymi „Kachidoki Maru” przewoził 6 tys. ton boksytu, „Nankai Maru” – 6,5 tys. ton boksytu, około 4 tys. baryłek z paliwem lotniczym i 177 ton asfaltu, „Zuiho Maru” – 8 tys. ton ropy naftowej, „Shincho Maru” – ładunek ropy naftowej, „Kimikawa Maru” – boksyt i paliwo lotnicze, „Rakuyō Maru” – baryłki z ropą naftową, kauczuk, cynę, koprę, złom żelazny i jutę.
Obok surowców statki przewoziły także japońskich żołnierzy i cywilów. Między innymi na „Shincho Maru” znalazło się 573 pasażerów, na „Nankai Maru” – 525 pasażerów, na „Kimikawie Maru” – 273 pasażerów, na „Kachidoki Maru” – 1095 japońskich żołnierzy, w tym 608 rannych. Ponadto „Nankai Maru” i „Kachidoki Maru” przewoziły urny z prochami poległych japońskich żołnierzy , a „Rakuyō Maru” – pewną liczbę tzw. pocieszycielek.
„Kachidoki Maru” i „Rakuyō Maru” miały także zabrać do Japonii kontyngent alianckich jeńców wojennych, liczący ponad 2,2 tys. osób (tzw. Japan Party Three). Wszyscy oni pracowali uprzednio przy budowie Kolei Birmańskiej. Na „Kachidoki Maru” zaokrętowano około 950 Brytyjczyków, a na „Rakuyō Maru” – 718 Australijczyków, 599 Brytyjczyków i jednego Amerykanina.
Eskortę zapewniały cztery okręty wojenne: niszczyciel „Shikinami” oraz eskortowce „Hirado”, „Kurahashi”, „Mikura”. Niektóre źródła podają, że w jej skład wchodziły także eskortowiec CD-11 i ścigacz okrętów podwodnych CH-19  . Eskortą dowodził kadm. Sadamichi Kajioka, który jako swój okręt flagowy wybrał „Hirado”.

## Pierwsze dni rejsu
Konwój wyruszył w rejs 6 września 1944 roku o godzinie 6:30. Wkrótce po wypłynięciu z portu na „Kimikawie Maru” doszło do awarii maszyn. W konsekwencji statek był zmuszony zawrócić do Singapuru.
7 września konwój znajdował się w odległości około 150 mil morskich na wschód od Kota Bharu. U wejścia do Zatoki Tajlandzkiej obrał kurs na północny wschód, by 8 września znaleźć się na wysokości południowego krańca Półwyspu Indochińskiego.
11 września, około 100 mil morskich na północny wschód od Wysp Paracelskich, HI-72 połączył się z konwojem MAMO-73, który wypłynął z Manili. Dołączyły doń wtedy trzy kolejne jednostki z ładunkiem: okręt-baza wodnosamolotów „Kagu Maru”, krążownik pomocniczy „Gokoku Maru”, okręt desantowy „Kibitsu Maru”, a ponadto jeden eskortowiec. W skład MAMO-73 wchodziły jeszcze trzy inne okręty eskorty, jednak po połączeniu obu konwojów zawróciły one na Filipiny.
Tego samego dnia HI-72 znalazł się poza zasięgiem japońskich samolotów i wodnosamolotów, które operowały z baz na stałym lądzie.

## Bitwa konwojowa na Morzu Południowochińskim

### Przebieg

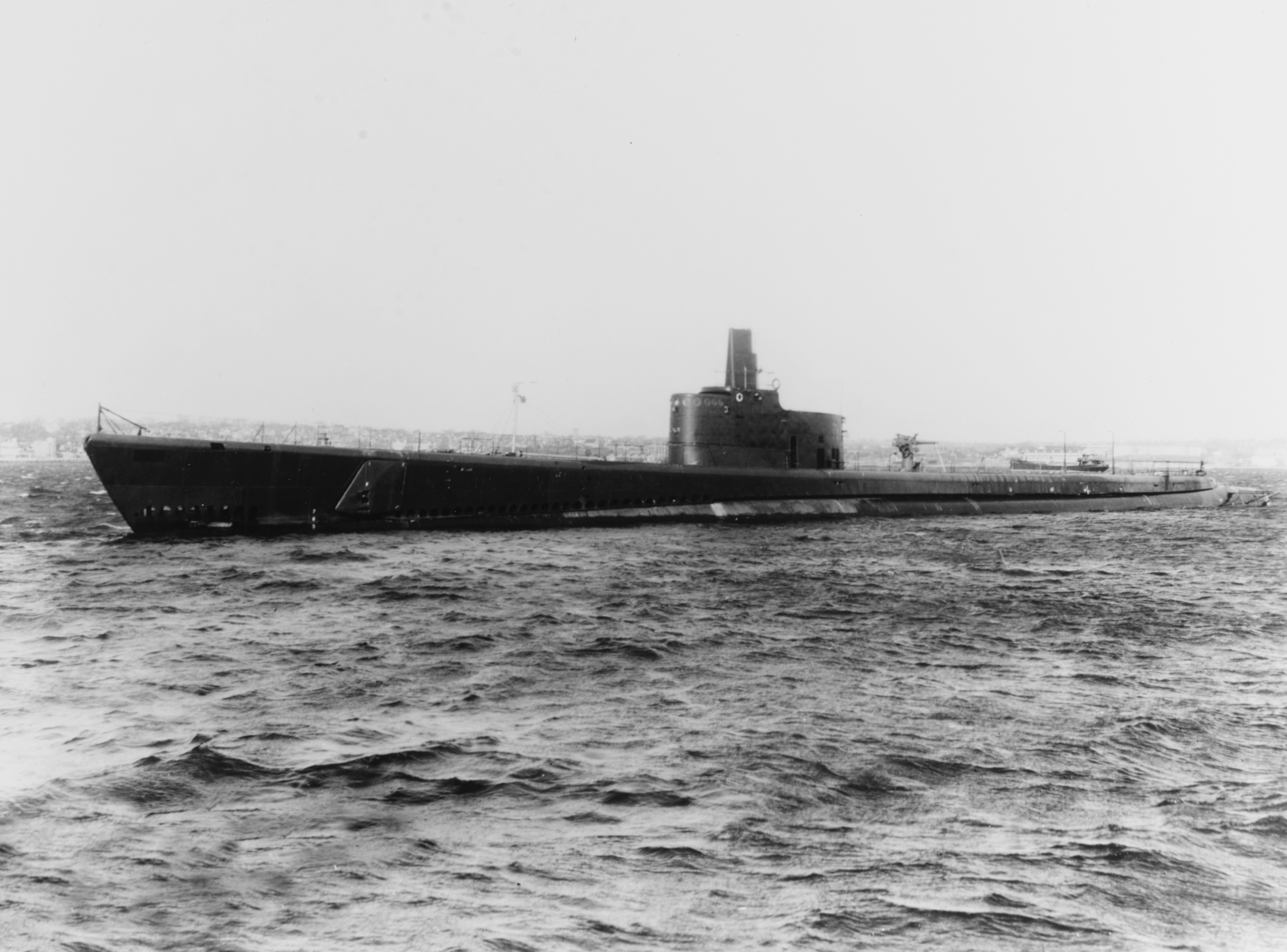
USS „Growler”, okręt flagowy amerykańskiego „wilczego stada”, które zaatakowało HI-72

HI-72 wpłynął na Morze Południowochińskie z prędkością 10,5 węzłów. Statki poruszały się w dwóch kolumnach, których zewnętrznych flank strzegły okręty eskorty. Te ostatnie – ze względu na swą niewielką liczbę i konieczność oszczędzania paliwa – nie próbowały aktywnie poszukiwać nieprzyjacielskich okrętów podwodnych, lecz ograniczały się do zapewniania statkom bezpośredniej ochrony. Aby zmniejszyć ryzyko ataku, konwój zygzakował.
Dzięki złamaniu japońskich szyfrów amerykański wywiad zdawał sobie sprawę, że z Singapuru wypłynął japoński konwój, który trasą przez Wyspy Paracelskie i Cieśninę Tajwańską zmierzać będzie w kierunku Wysp Japońskich. Amerykanie byli nawet w stanie zidentyfikować niektóre statki, które znalazły się w jego składzie oraz ich ładunek. W nocy z 9 na 10 września dowództwo sił podwodnych na Pacyfiku (COMSUBPAC) wyznaczyło jedno ze swoich „wilczych stad” do zajęcia pozycji na przewidywanej trasie HI-72. W jego skład wchodziły trzy jednostki: USS „Growler”, USS „Pampanito”, USS „Sealion”. Najstarszym rangą spośród ich dowódców był kmdr Thomas Benjamin („Ben”) Oakley Jr. Od jego imienia „wilcze stado” otrzymało kryptonim Ben’s Busters („pogromcy Bena”).
Koncentracja „wilczego stada” nastąpiła 11 września. Trzy amerykańskie okręty sformowały kordon na przewidywanej trasie konwoju, zachowując od siebie odległość około ośmiu mil morskich. Dalej na wschód rozlokowano kolejne dwa okręty podwodne: USS „Barb” i USS „Queenfish”. W razie potrzeby miały one posłużyć jako wsparcie.
12 września, krótko po godzinie 1:00, radar na „Growlerze” wykrył japoński konwój. Niespełna godzinę później, gdy amerykańska jednostka usiłowała ustawić się w pozycji do ataku, została dostrzeżona i zaatakowana przez jeden z okrętów eskorty. W odpowiedzi „Growler” wystrzelił trzy torpedy w kierunku szarżującej nań jednostki. Jedna dosięgła celu, którym okazał się „Hirado” – okręt flagowy eskorty. Eskortowiec błyskawicznie zatonął wraz z kontradmirałem Kajioką i 106 członkami załogi. W międzyczasie japońskie statki zaczęły gwałtownie zygzakować. „Kachidoki Maru” przypadkowo otarł się wtedy o inną jednostkę, co spowodowało uszkodzenie jego burty poniżej linii wodnej i niewielki przechył . „Growler” usiłował ponownie zbliżyć się do konwoju, został jednak zauważony i ostrzelany przez japoński okręt. Do pościgu dołączyła wkrótce kolejna jednostka eskorty, lecz amerykański okręt, zygzakując i przyspieszając do blisko 20 węzłów, zdołał bezpiecznie się oddalić.
Pozycję do ataku usiłował zająć także „Sealion”. Pierwsza próba okazała się nieudana, gdyż na amerykańskiej jednostce nastąpiła awaria żyroskopu, a następnie dostrzegły ją i zaatakowały dwa okręty eskorty. Dzięki swej dużej prędkości „Sealion” zdołał jednak oderwać się od przeciwnika. Następnie wznowił pościg za konwojem, by po kilku godzinach zająć dogodną pozycję do ataku. Około 5:20 wystrzelił sześć torped w kierunku dwóch statków, które płynęły na końcu prawej kolumny konwoju. W obu wypadkach uzyskano trafienie. Na storpedowanym „Nankai Maru” nastąpiła eksplozja baryłek z ropą oraz bomb głębinowych na burcie. Statek zatonął niespełna dwie i pół godziny później, a wraz z nim zginęło 196 pasażerów i trzech członków załogi . Dwie torpedy trafiły „Rakuyō Maru”. Statek ten utrzymywał się jednak na powierzchni jeszcze przez trzynaście godzin, by zatonąć dopiero około godziny 18:20. Kontratak eskorty zmusił „Sealiona” do zanurzenia. W ciągu dwóch i pół godziny Japończycy zrzucili blisko dwanaście bomb głębinowych, nie powodując jednak poważniejszych uszkodzeń na amerykańskiej jednostce.
Na krótko przed godziną 7:00 do ataku ponownie przystąpił „Growler”, zatapiając niszczyciel „Shikinami”. Nieustalona liczba załogantów, wśród nich dowódca jednostki kmdr por. Tatsuhiko Takahashi, poniosła śmierć. W japońskie szeregi zaczął wkradać się chaos. „Kagu Maru”, „Gokoku Maru” i „Kibitsu Maru” oderwały się od konwoju, obierając kurs na wyspę Hajnan. Pozostałe statki ochraniane przez dwa eskortowce kontynuowały rejs na północ.
Amerykańskie „wilcze stado” nie zaprzestało pościgu. Na godzinę 20:00 zaplanowano jego koncentrację w uprzednio wyznaczonym miejscu, jednakże o wyznaczonej porze pojawił się tam tylko „Growler”, który w dodatku nie zdołał nawiązać kontaktu radiowego z pozostałymi jednostkami. Tego samego wieczora radar na „Pampanito” wykrył zdziesiątkowany konwój. Do ataku doszło mniej więcej 200 mil morskich na wschód od Hajnanu. Najpierw, około 22:40, „Pampanito” wystrzelił torpedy w kierunku „Zuiho Maru”, osiągając jedno trafienie. Tankowiec zatonął, lecz bez strat w ludziach. O 22:54 „Pampanito” zaatakował ponownie, celując tym razem w „Kachidoki Maru”. Trafiony jedną torpedą statek zatonął po upływie około 40 minut. Zginął wtedy lub popełnił samobójstwo dowódca konwoju kpt. Hosoya.
Ocalałe statki i okręty skierowały się do portu Sanya na Hajnanie. 13 września nad ranem „Growler” zdołał wreszcie nawiązać kontakt radiowy z siostrzanymi jednostkami. Zaplanowano, że wszystkie trzy okręty spotkają się w godzinach wieczornych. Zanim to jednak nastąpiło kmdr Oakley odebrał rozkaz z dowództwa, który nakazywał, aby wraz ze swym okrętem udał się do australijskiego portu Fremantle. Komandor porucznik Eli Reich z „Sealiona”, który przejął dowodzenie nad pomniejszonym „wilczym stadem”, początkowo skierował swój okręt na północ, przypuszczając, że HI-72 zmierza w kierunku Formozy. Zorientowawszy się, że jego przypuszczenia były błędne, zawrócił na zachód, by krótko po północy 14 września przystąpić do patrolowania Cieśniny Hajnańskiej.

### Losy rozbitków

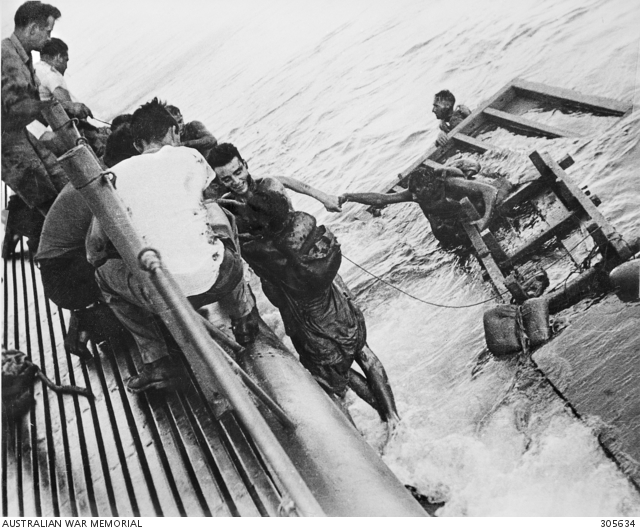
USS „Sealion” podczas akcji ratowania rozbitków z „Rakuyō Maru”

12 września o godzinie 14:30, na niespełna dziewięć godzin przed zatopieniem „Kachidoki Maru”, kpt. Hosoya zarządził, aby tender „Kagu Maru” oraz eskortowce „Mikura” i „Kurahashi” odłączyły się od konwoju i zawróciły w celu ratowania rozbitków. Akcja ratownicza rozpoczęła się po zmierzchu. „Mikura” zdołał uratować ośmiu oficerów i 120 marynarzy z niszczyciela „Shikinami”. Ten sam okręt wraz z „Kagu Maru” uratował także japońskich rozbitków z „Rakuyō Maru”. Ponad 1,2 tys. brytyjskich i australijskich jeńców zostało jednak porzuconych w morzu.
13 września w miejscu zatopienia „Zuiho Maru” i „Kachidoki Maru” pojawiło się kilka japońskich okrętów, które przybyły z Hajnanu. Wraz z eskortowcem CD-11, który spędził całą noc w tym rejonie, przystąpiły do ratowania rozbitków. W tym wypadku Japończycy nie ograniczyli się do ratowania swoich rodaków i podjęli z morza także 520 brytyjskich jeńców.
Rankiem następnego dnia CD-11 natknął się na grupę rozbitków z „Rakuyō Maru”. 136 Australijczyków i Brytyjczyków trafiło ponownie do japońskiej niewoli i zostało zabranych na Hajnan, gdzie dołączyli do rozbitków z „Kachidoki Maru”.
Późnym popołudniem 15 września USS „Pampanito” przypadkowo natknął się na grupę rozbitków z „Rakuyō Maru”. Jego dowódca postanowił podjąć akcję ratunkową. W ciągu kilku godzin „Pampanito” odnalazł i uratował 73 Australijczyków i Brytyjczyków, a wezwany na pomoc „Sealion” – kolejnych 54. 17 września w rejon katastrofy przybyły jeszcze okręty podwodne „Barb” i „Queenfish”, które podjęły z morza 32 jeńców-rozbitków. Uratowani jeńcy zostali zabrani do amerykańskiej bazy na wyspie Saipan.

## Dalsze ruchy konwoju
Podczas postoju na Hajnanie japońskie dowództwo postanowiło podzielić konwój na dwie części. W pierwszej znalazły się najszybsze statki: „Asaka Maru”, „Gokoku Maru”, „Kagu Maru”, „Kibitsu Maru”, ochraniane przez eskortowce „Mikura”, „Etorofu”, CD-10, CD-18 i CD-26. W drugiej grupie znalazł się „Shincho Maru”, którego eskortę stanowiły stawiacz sieci „Kainan Maru” oraz ścigacz okrętów podwodnych CH-19 .
Michael Sturma sugeruje, że HI-72 pozostał w Sanyi przez pełne cztery dni. Inne źródła podają natomiast, że 15 września przepłynął do oddalonego o kilka kilometrów Yulin  . Konwój wznowił rejs wieczorem 16 września. Grupa „szybka” nadal zmierzała w kierunku Wysp Japońskich, podczas gdy „Shincho Maru” wraz ze swą eskortą obrał kurs na port Takao na Formozie . Na „Kibitsu Maru” zaokrętowano 656 brytyjskich i australijskich jeńców z „Kachidoki Maru” i „Rakuyō Maru”, a także blisko tysiąc japońskich rozbitków. Niedługo później w konwój uderzył tajfun, co spowodowało przejściowe odłączenie niektórych jednostek.
20 września około godziny 10:00 grupa „szybka” została zaatakowana przez amerykańskie bombowce B-24 „Liberator”, które operowały z baz w Chinach. Nalot nastąpił, gdy konwój znajdował się w odległości około 30 mil morskich na południe od Peskadorów. „Gokoku Maru” otrzymał bezpośrednie trafienie, zdołał jednak utrzymać się na powierzchni. Na skutek bliskich eksplozji bomb uszkodzone zostały ponadto „Asaka Maru”, „Kagu Maru” i „Mikura”. Trzy uszkodzone statki schroniły się w porcie Mako na Peskadorach, przy czym „Asaka Maru” i „Gokoku Maru” musiały zostać tam odholowane. „Mikura”, na którym nastąpiła awaria zasilania, znalazł się w dryfie i stracił kontakt z konwojem. Dopiero po kilku dniach został odnaleziony przez japoński samolot, a następnie odholowany do Mako przez siostrzane jednostki CD-18 i CD-26. Z kolei nieuszkodzony „Kibitsu Maru” schronił się w porcie Kirun na Formozie.
21 września amerykańskie samoloty uszkodziły także „Shincho Maru”. Eskortowiec CD-21, który odłączył się od przepływającego w pobliżu konwoju HI-74, wziął uszkodzony tankowiec na hol i zdołał doprowadzić go do Takao .
24 września do oczekującego w Kirun „Kibitsu Maru” dołączył prowizorycznie naprawiony „Kagu Maru”, któremu towarzyszyły eskortowce CD-10, CD-11 i CD 20. Następnego dnia, krótko po północy, reszki konwoju HI-72 wznowiły rejs do Japonii. Nad ranem 27 września, gdy japońskie jednostki znajdowały się mniej więcej 100 mil morskich na północny zachód od wyspy Amami Ōshima, nastąpił ostatni amerykański atak. Okręt podwodny USS „Plaice” zatopił wtedy CD-10 wraz ze 148 członkami załogi (uratowano tylko ośmiu marynarzy). Pozostałe dwa eskortowce kontratakowały bombami głębinowymi, podczas gdy „Kibitsu Maru” i „Kagu Maru” przystąpiły do ucieczki. „Plaice” usiłował kontynuować pościg, nie dosięgnął jednak żadnego z japońskich statków.
28 września „Kibitsu Maru” i „Kagu Maru” dopłynęły do portu Moji na wyspie Kiusiu.

## Bilans
Podczas rejsu z Singapuru do Japonii konwój HI-72 utracił cztery statki, niszczyciel oraz dwa eskortowce. Kolejne cztery statki i jeden eskortowiec odniosły mniej lub bardziej poważne uszkodzenia. Większość utraconych jednostek, gdyż aż sześć, została zatopionych 12 września przez amerykańskie okręty podwodne. Tylko jeden statek – „Kibitsu Maru” – zdołał dotrzeć do Japonii bez uszkodzeń.
Wraz z zatopionymi statkami utracono ich ładunek, w tym co najmniej 12,5 tys. ton boksytu i 12 tys. ton ropy naftowej.
Bardzo wysokie okazały się także straty ludzkie. Z niepełnych szacunków wynika, że śmierć poniosło ponad 500 japońskich marynarzy i pasażerów. Wraz z „Kachidoki Maru” zginęło 431 brytyjskich jeńców, podczas gdy zatopienie „Rakuyō Maru” spowodowało śmierć kolejnych 1051 jeńców.
Kontradmirał Sadamichi Kajioka został pośmiertnie awansowany do rangi wiceadmirała .